# Ласица (Козловщинский сельсовет, Поставский район, Витебская область)
Ласица (бел. Ла́сіца) — деревня в Поставском районе Витебской области Белоруссии. Входит в состав Козловщинского сельсовета.

## География

### Гидрография
Рядом река Ласица и озеро Ласица.

## История
В 1921—1945 годах деревня в составе гмины Козловщина Поставского повета Виленского воеводства.

## Население
- 1921 год — 260 жителей, 59 дворов[2].
- 1931 год — 292 жителя, 60 дворов[3].
- 2009 год — 83 жителя (перепись населения)